# حميراء عبدين
حميراء عبدين (ولدت في 2 مارس 1976) هي سيدة بنغالية حاصلة على شهادة الدكتوراه في الطب، وقد عملت بالخدمة الصحية الوطنية ثم أصبحت قضية رأي عام بعد أن حاول والداها تزويجها بالإكراه وحبسها قسرا حتى تم تحريرها بأمر قضائي.